# Folgorite

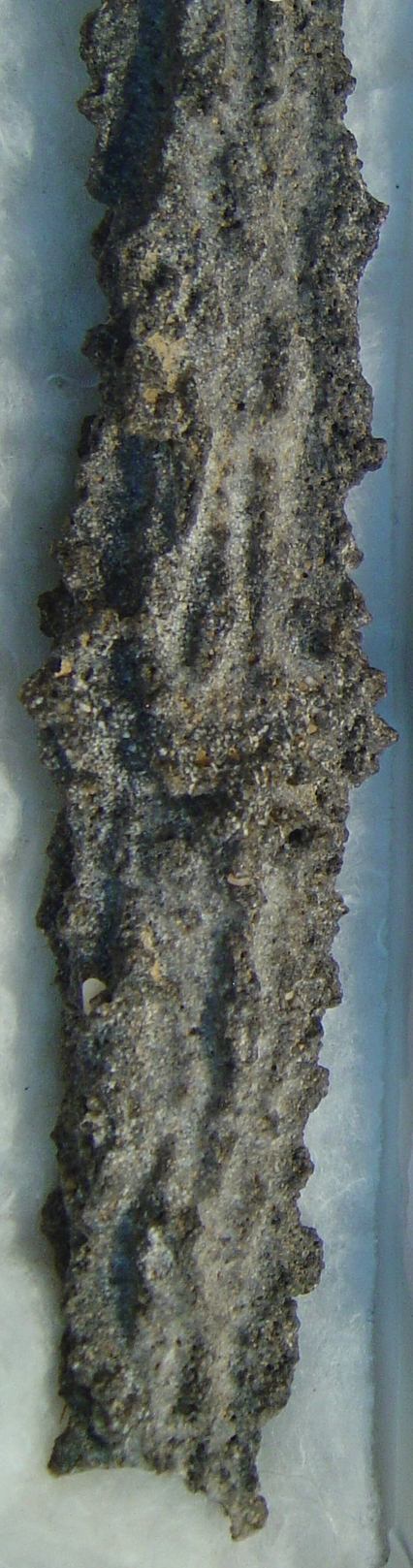
Esempio di Folgorite

La folgorite (dal latino Fulgur = folgore) è un ammasso vetroso, di forma tubulare e vuoto al suo interno, prodotto dall'energia rilasciata da un fulmine o da un'analoga scarica elettrica su un terreno sabbioso ricco di quarzo.

## Meccanismo di formazione
Il calore sviluppato dalla scarica elettrica fonde la sabbia silicea contenente quarzo dando origine alla folgorite. La massa vetrosa risultante chiamata Lechatelierite, è di tipo amorfo e in genere classificata come mineraloide. La Lechatelierite può formarsi più raramente anche in seguito ad altri eventi come l'impatto di meteore o esplosioni vulcaniche, in cui le temperature sviluppate sono sufficientemente alte da fondere la silice.

## Dimensioni
Una folgorite ha un diametro tipico che può variare da qualche millimetro a pochi centimetri ed una lunghezza che va da qualche centimetro ad alcuni metri.
Il colore generalmente grigiastro tipico della folgorite è dovuto alle numerose impurità presenti nella sabbia che restano inglobate all'interno del vetro. 
Una folgorite viene anche chiamata fulmine pietrificato, in quanto appare come l'impronta del fulmine sul terreno.
Dato che il fulmine sviluppa un'elevatissima temperatura, altera profondamente lo stato molecolare dando origine alla formazione di minerali. La sabbia contenente quarzo (SiO2) subisce facilmente questa alterazione.
Occasionalmente una folgorite può formare uno strato vetrificato sulla superficie di una roccia a base di quarzo. In questo caso viene anche chiamata folgorite esogenica.

## Ritrovamenti
Il ritrovamento di folgoriti è un evento estremamente raro, in quanto si tratta di oggetti estremamente fragili e quindi scarsamente conservabili in natura.
Una delle più grandi è stata trovata a South Amboy, nello stato del New Jersey negli USA. Aveva una lunghezza di poco più di 270 cm, e  un diametro di 7,6 cm nella parte verso la superficie del terreno; la punta poi si assottigliava fino a 5 mm nel punto più profondo.
Come spesso accade, data la natura fragile delle folgoriti, gli studiosi non sono stati in grado di estrarla integra, e il frammento più grande recuperato è risultato di 15,2 cm.
Ritrovamenti frequenti si hanno sul Monte Thielsen, nell'Oregon, che a causa della frequenza dei fulmini che lo colpiscono viene chiamato il parafulmine della Catena delle Cascate, parte della grande catena montuosa che percorre la parte ovest degli Stati Uniti. Qui le folgoriti assumono l'aspetto di uno strato vetroso bruno-verdastro sulla superficie delle rocce.
Altri ritrovamenti sono avvenuti sulle sponde dei Grandi Laghi americani.
La più grande folgorite conosciuta e conservata, si trova al Museo di Storia Naturale Peabody presso l'Università Yale: proviene dalle vicinanze del lago Kingsley e della città di Starke, nella  Florida del nord, ed è lunga 16 piedi, ossia 4,9 metri.
Una folgorite che in complesso è lunga 3 metri è esposta al Museo di Storia Naturale di Londra; è tuttavia conservata in spezzoni lunghi 50 cm.